# Споменик палим борцима и жртвама фашистичког терора у Чортановцима
Споменик палим борцима и жртвама фашистичког терора се налази у Чортановцима, постављен је при улазу у насеље на полукружној тераси која је израђена од полуобрађеног камена. На средини терасе на високом двоструком постољу је постављена бронзана фигура која приказује раскораченог борца у сељачком оделу са стиснутим песницама. На источној и западној страни постоља су уграђене беле спомен-плоче на којима су уклесана имена 52 пала борца и 44 жртве фашистичког терора.

## Историја
У рату против Краљевине Југославије немачке трупе су окупирале Чортановце средином априла 1941. године. После окупације власт у селу су преузели домаћи Немци доведени са стране пошто у селу није било њиховог становништва, поставили су свог комесара и једног полицајца. Приступили су акцији покрштавања Срба, Чортановчани нису пристали на то и свега три особе је прешло у католичку веру. Све време рата Чортановчани су организовано пружали отпор, а најуспешнија акција је изведена на јесен 1943. године када су извршили напад на домобранску опсаду која је чувала чортановачки тунел. Заплењено је 105 пушака, три пушкомитраљеза, неколико сандука бомби и муниције и заробљено је 90 домобрана. Тада је запаљена зграда општине, а пошта је демолирана. Споменик је 1986. године заштићен од стране Завода за заштиту споменика културе Сремска Митровица.